# Fossemagne
Fossemagne ou Fòssamanha é uma comuna francesa na região administrativa da Nova Aquitânia, no departamento Dordonha. Estende-se por uma área de 22,29 km². Em 2010 a comuna tinha 552 habitantes (densidade: 24,8 hab./km²).